# Neckar St Trop
La Neckar St Trop est un modèle sportif décliné en version cabriolet et coupé, présenté au Salon de l'automobile de Turin en novembre 1963 par le constructeur italien OSI sous le nom OSI 1200.

## Histoire
Le premier prototype statique a été présenté au Salon de l'automobile de Turin en novembre 1963. Ce fut le premier modèle automobile à être commercialisé sous la marque OSI. Précédemment, tous le modèles même ceux assemblés dans les ateliers de la carrosserie OSI portaient le logo de la marque commanditaire, pour la plupart, Innocenti ou Fiat.
Le modèle présenté en 1963 fut la version spyder. La carrosserie était due au dessin de Giovanni Michelotti. Au Salon de Genève 1964, OSI présente la version Coupé et la version définitive de la Spyder dont la production avait débuté au début de l'année.
La direction de Fiat Neckar a été séduite par ces deux versions. En Allemagne, à l'époque, aucun constructeur ne proposait un modèle de ce genre. Neckar obtint de Fiat que ces modèles puissent être commercialisés en Allemagne sous sa marque. La version spyder connut un certain succès. Les voitures étaient importées directement d'Italie et Neckar ajoutait, dans l'usine d'Heilbronn un simple filet chromé sur la calandre pour fixer le logo Neckar en lieu et place du logo Fiat.
Grâce à André Chardonnet, importateur en France des modèles Fiat non badgés Fiat comme Autobianchi, Neckar ou Zastava, toute la gamme Neckar dont les spyder et coupé OSI ont également été commercialisés sur le sol français à une époque où les taxes d'importation étaient plus que dissuasives. Les droits de douane étaient de 90% en 1959, de 70% en 1961, à 50% en juillet 1962. Le 1er juillet 1967, ces droits étaient encore de 15% avant de disparaître complètement le 1er juillet 1968.

## Curiosité
Les responsables du registre Neckar ont retrouvé des exemplaires encore roulants en 2010 de l'OSI Neckar St Trop au Japon, en Belgique et aux Pays-Bas.

## Caractéristiques générales
Le moteur Fiat 4 cylindres de la Neckar St Trop était le fameux moteur Fiat qui équipait toute la gamme des Fiat 1200, Simca Aronde et bien d'autres. Avec une cylindrée de 1,221 cm3 développant 55 ch lui garantissant une vitesse maximale de 145 km/h. Ce moteur  faisait preuve de nervosité mais aussi d'une grande souplesse, ce qui lui permettait de rouler en ville sans difficulté même en quatrième autour de 40 km/h au compteur. Grâce à sa carrosserie bien profilée, la consommation reste modérée comparativement aux performances, moins de 8 litres aux 100 km en moyenne.
L'accessibilité aux deux places avant est très facile grâce aux larges portières tandis que les places arrière sur une petite banquette sont évidemment un peu sacrifiées. Le coffre à bagages est vaste et bien conçu, ce qui est rare sur ce type de véhicule.